# Страховое обеспечение
Страховое обеспечение в имущественном страховании — это отношение уровня страховой оценки к стоимости застрахованного имущества. Выражается в процентах от стоимости застрахованного имущества (максимальное страховое обеспечение составляет 100 %) либо в денежных единицах на один объект страхования. Страховое обеспечение тесно связано со страховой защитой.

## Системы страхового обеспечения
- Система пропорциональной ответственности предполагает, что при наступлении страхового случая страхователю возмещается не вся сумма ущерба, а некоторый заранее зафиксированный процент от оценочной стоимости застрахованного имущества[2]. Например, если страховое обеспечение составляет 80 %, то страховое возмещение составит также 80 % ущерба[3].
- Система первого риска предполагает, что страхователю выплачивается сумма в размере фактического ущерба, но не более заранее оговорённой страховой суммы в пределах фактической стоимости имущества. То есть если размер ущерба находится в пределах страховой суммы (первый риск), то он компенсируется полностью. Если же ущерб оказался больше страховой суммы (второй риск), то клиент получает только страховую сумму, а разница не возмещается[2].
- Система предельной ответственности предполагает, что сумма возмещения ущерба составит разницу между заранее зафиксированным пределом и достигнутым уровнем дохода. Если при наступлении страхового случая доход страхователя будет ниже этого предела, разница будет ему возмещена[3].